# Укрупнение островков
Укрупнение островков (англ. island coarsening) — увеличение среднего размера островков за счёт уменьшения их числа.

## Описание

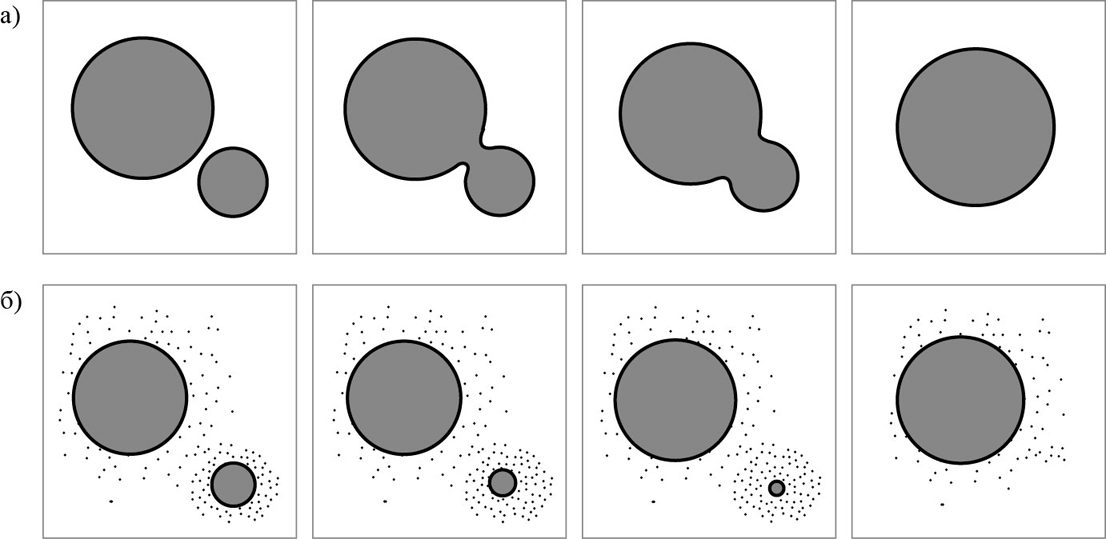
(а) Схематическая диаграмма, иллюстрирующая последовательные стадии коалесценции.
(б) Схематическая диаграмма, иллюстрирующая последовательные стадии процесса "созревания" островков.

При коалесценции два отдельных островка, сливаясь, образуют один островок, как это схематически показано на рисунке. Если островки подвижные, то они при своем движении могут сталкиваться друг с другом и коалесцировать. Этот процесс называют динамической коалесценцией или созреванием Смолуховского (Smoluchowski ripening) по имени польского физика М. Смолуховского, который в 1916 году сформулировал кинетическую теорию укрупнения коллоидных частиц по данному механизму. Статическая коалесценция соответствует случаю, когда неподвижные соседние островки коалесцируют за счет увеличения их размера в ходе напыления.
Созревание островков часто называют еще созреванием Оствальда (Ostwald ripening) по имени В. Ф. Оствальда, который в 1900 году описал изменение размера гранул в твёрдом растворе за счет диффузии частиц между гранулами. В случае двумерных моноатомных островков созревание обусловлено термодинамическим стремлением системы понизить свою энергию за счет уменьшения суммарной длины края островков (или уменьшения суммарной площади поверхности в случае трёхмерных островков). Островки меньшего размера создают вокруг себя более высокое парциальное давление своих компонентов, что и приводит к возникновению диффузионных потоков от более мелких к более крупным островкам.